# Comuna Frunze, Henicesk
Frunze (în ucraineană Фрунзе) este o comună în raionul Henicesk, regiunea Herson, Ucraina, formată din satele Frunze (reședința) și Prîdorojnie.

## Demografie
Componența lingvistică a comunei Frunze
     Ucraineană (50,89%)
     Rusă (41,44%)
     Alte limbi (0,26%)
Conform recensământului din 2001, majoritatea populației comunei Frunze era vorbitoare de ucraineană (50,89%), existând în minoritate și vorbitori de rusă (41,44%).